# Cheerleading

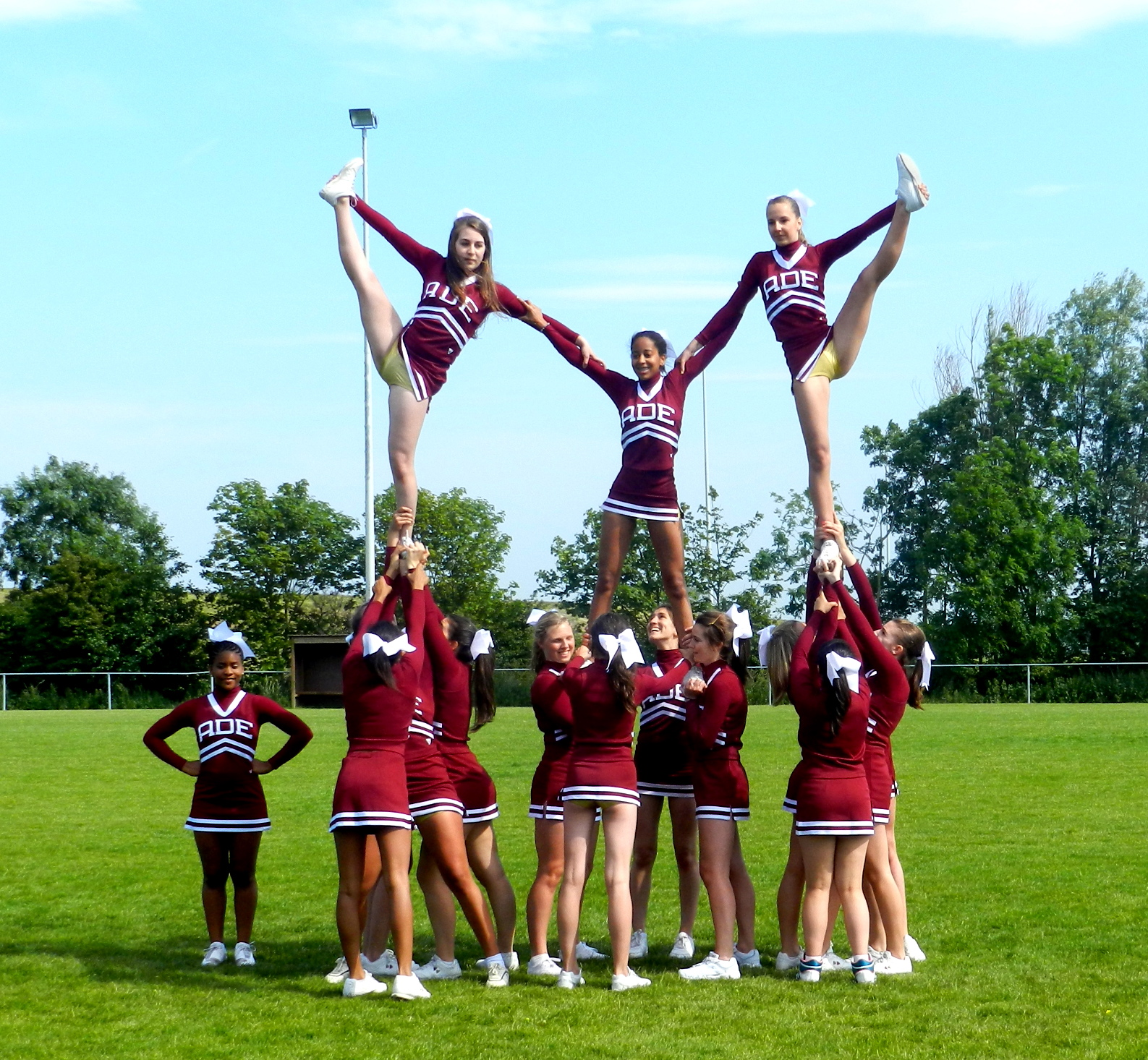
Een piramide uitgevoerd door de Antwerp Diamond Elite Cheerleaders

Cheerleaders zijn meestal vrouwelijke personen die bij verschillende sporten optreden, voor het amusement en het stimuleren van het publiek. Vooral in de Verenigde Staten wordt het publiek in de pauzes van wedstrijden vaak geamuseerd door cheerleaders die dansjes doen of zingen ter aanmoediging. Sporten waarbij vaak cheerleaders optreden zijn American football en basketbal.
De basis van cheerleading ligt echter bij een groep mannelijke studenten van Princeton, die in 1880 een "pep club" begonnen om het publiek aan te moedigen voor hun school te juichen (cheer). Pas in 1923 werden vrouwen toegelaten tot de cheerleadingteams.
Cheerleading of cheerleaden dat als sport op zich wordt uitgeoefend wordt All star Cheerleading genoemd en heeft zich de afgelopen jaren ontwikkeld tot een volwaardige sport die in teamverband wordt uitgevoerd. All star Cheerleading is een competitiesport die zeer populair is in de Verenigde Staten. All star Cheerleading is ook een populaire sport voor mannen en vele teams zijn dan ook gemengd, dit omdat mannen meer kracht hebben dan vrouwen om de mensen de lucht in te gooien en ook meer sprongkracht hebben om de verschillende tumblingsequenties en jumps uit te voeren.

## Stunting, jumps, cheerdance & tumbling
Cheerleading bestaat uit vier elementen: stunting, jumps, cheerdance, tumbling.
Het element, stunting, omvat stunts en ingewikkelde menselijke piramides, die worden uitgevoerd door drie groepen: de bases, flyers en spotters. In de basis staan de dragers, de flyers vormen de top van de piramide en de spotters staan eromheen om de flyers boven op de piramide te zetten en ze weer op te vangen. Voor de veiligheid houden de meeste teams zich aan de regel dat een piramide maximaal drie, maar meestal slechts twee personen hoog gebouwd wordt.
Jumps omvatten verschillende sprongen die tijdens een routine worden uitgevoerd. De meest bekende cheerleading-jump is de 'toe-touch' (spreidsprong). Andere jumps zijn de hurdler, herkie, pike, "around the world", spread eagle en de double-nine
Het element cheerdance is gebaseerd op passen uit onder meer streetdance, hiphop, aerobics, en jazzdance. Elke groep heeft haar eigen stijl en daarom wordt er op verschillende manieren gedanst binnen het cheerleaden. De manier van dansen hangt af van de muziekkeuze, het niveau van de groep en de stijl van de coach. Typisch voor het cheerleaden zijn de motions tijdens het dansen, de strak uitgevoerde armbewegingen, meestal in de vormen van letters. Voorbeelden zijn de Low V of de High V, waarin de armen strak langs het lichaam gehouden worden in de vorm van een V, of de Right K, waarbij men een K vormt met de armen aan de rechterkant. Daarnaast komen ook vaak zogenaamde ripples voor, de 'golf' die ontstaat wanneer verschillende groepjes of rijen dezelfde beweging uitvoeren, maar ieder groepje op een andere tel.
Echte cheerleaders verwerken ook het onderdeel tumbling. Niet elke cheerleader heeft hetzelfde niveau van tumbling, maar meestal zal de coach de show daarop aanpassen. Dit kan variëren van een radslag of overslag, maar meer ervaren turners gaan al snel naar reeksen met flikflak, salto's en schroeven.

## Stunts
Het stuntgedeelte van cheerleading is opgebouwd uit verschillende elementen:

### Partner- en groupstunts
- Half/prep, waarbij de flyer tot schouderhoogte van de twee bases gebracht wordt. Deze stunt is de basis voor alle andere mogelijke stunts en piramides.
- Extension, gelijk aan een prep, maar de flyer wordt tot boven de hoofden van de bases gebracht.
- One leg (extended) stunts, waarbij de flyer extended (tot boven het hoofd van de bases) op één been staat (kan ook tot op prephoogte, dan staat de flyer op één been op schouderhoogte). One leg extended stunts kunnen alle vormen aannemen door bodyposes in te voeren zoals een Liberty, Heelstretch, Scorpion, Bow 'n Arrow of Arabesque.
- Cupie, gelijkaardig aan een extension, alleen zijn bij een cupie de benen en voeten van de flyer tegen elkaar gedrukt. In Co-Ed-teams is een cupie een veelvoorkomende stunt; meestal dragen de mannelijke bases bij een cupie de flyer op slechts één hand, dit heet dan een one-hand cupie, in Allgirl-teams wordt de flyer gedragen door twee bases en een backspot (eventueel ook een frontspot).

### Dismounts
- Retake, waarbij de flyer vanaf de positie terug naar de sponge-houding gaat. De bases brengen de flyer dan naar beneden, zodat de flyer klaarstaat om aan de volgende stunt te beginnen. Dat kan zowel voor een one-legged of two-legged stunt.
- Craddle, waarbij de flyer door de bases naar boven geworpen en terug opgevangen wordt. Soms kan de flyer hierin een rotatie rond de eigen as maken (dat heet dan een full down), de flyer kan ook twee rotaties maken (dat heet een double down).
- Reload, waarbij de flyer een craddle uitvoert, waarna de bases haar terug in een sponge brengen, nadat de flyer in de craddle geland is.

### Basket tosses
Bij een basket toss werpen de bases de flyer rechtstreeks de lucht in na het instappen. dit kan zowel in straight ride waar de flyer recht omhoog geworpen wordt. Ook kan de flyer tijdens de ride in the baskettoss een figuur uitvoeren.

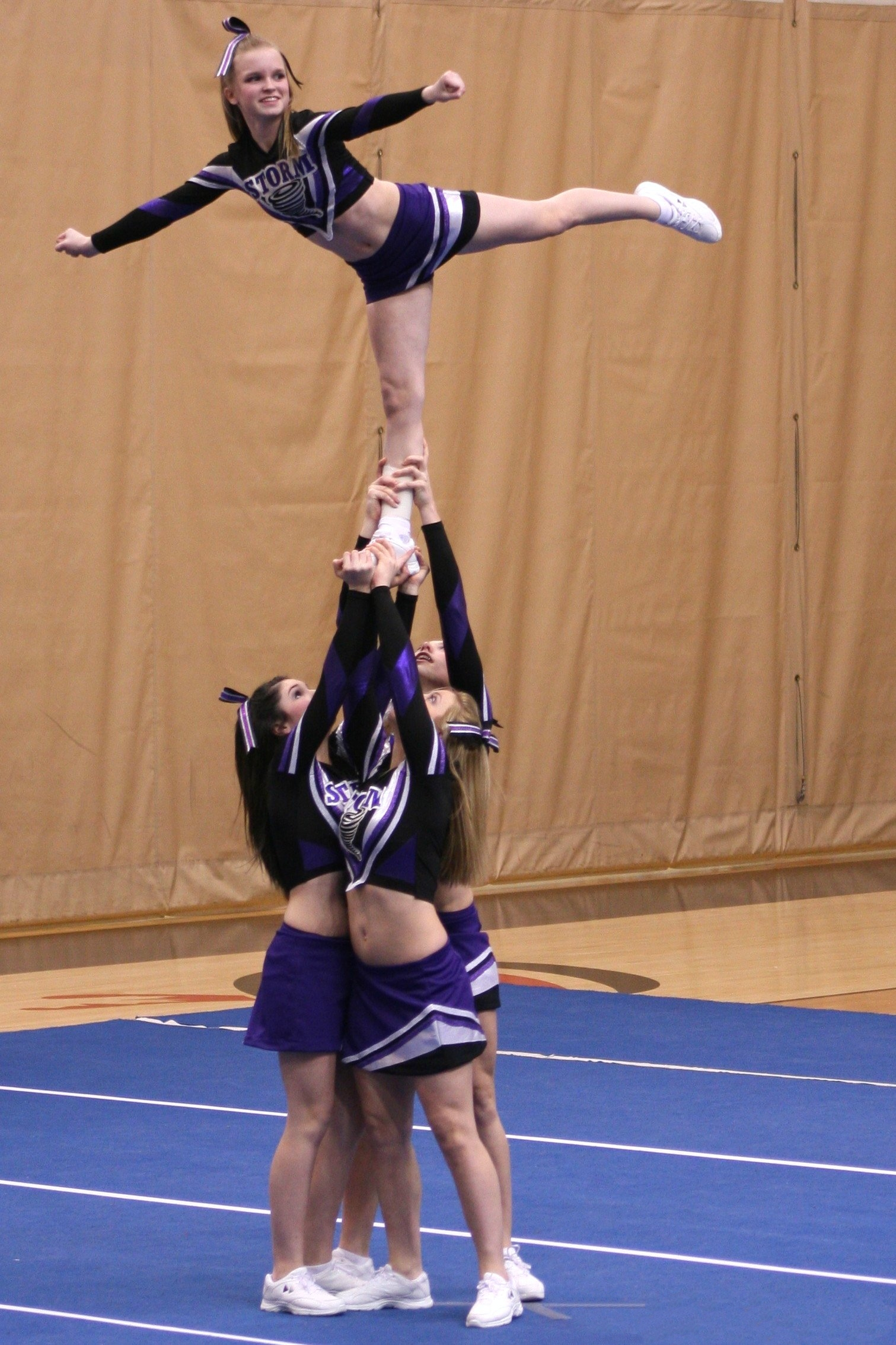
Arabesque (extended)
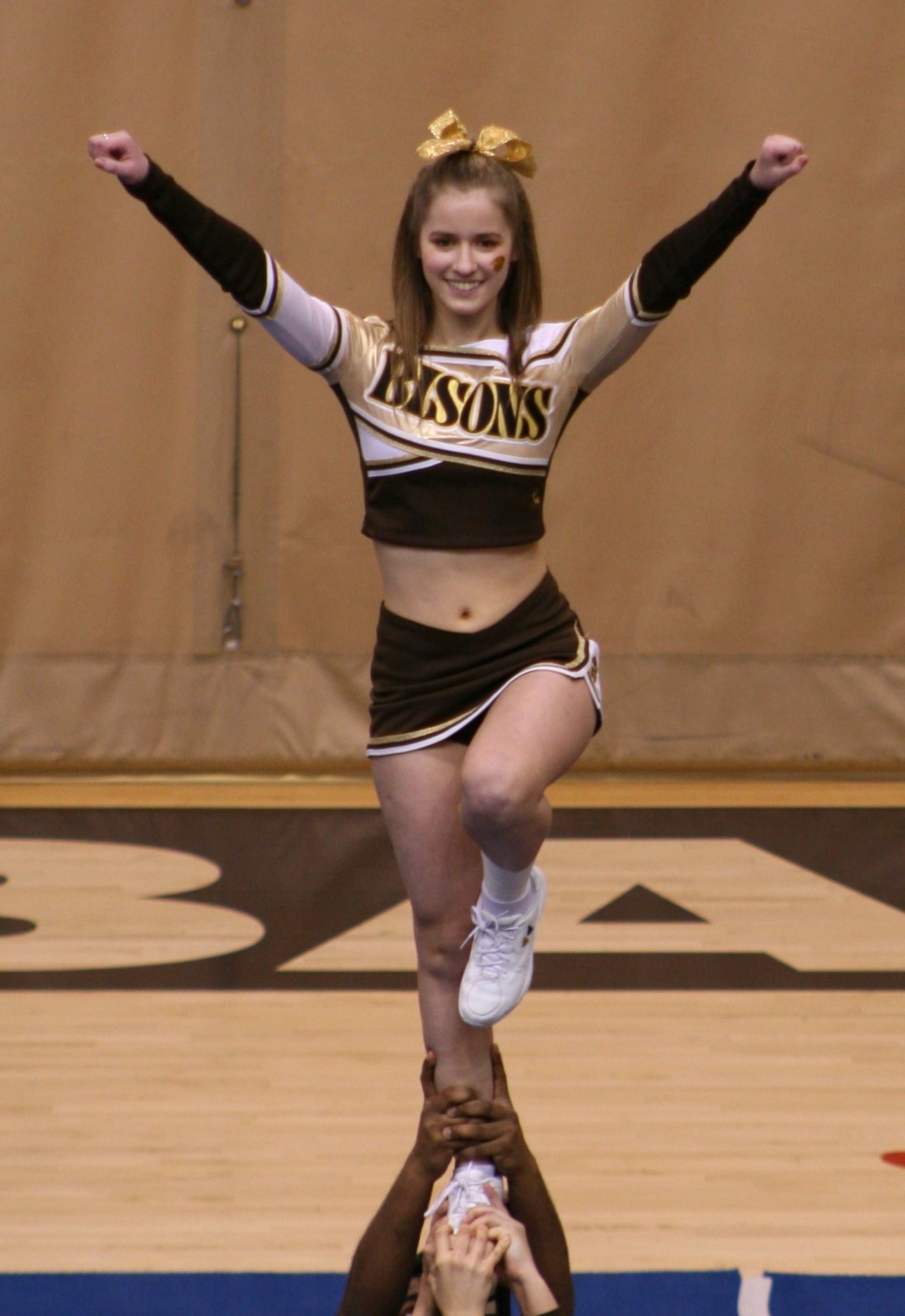
Liberty (extended)
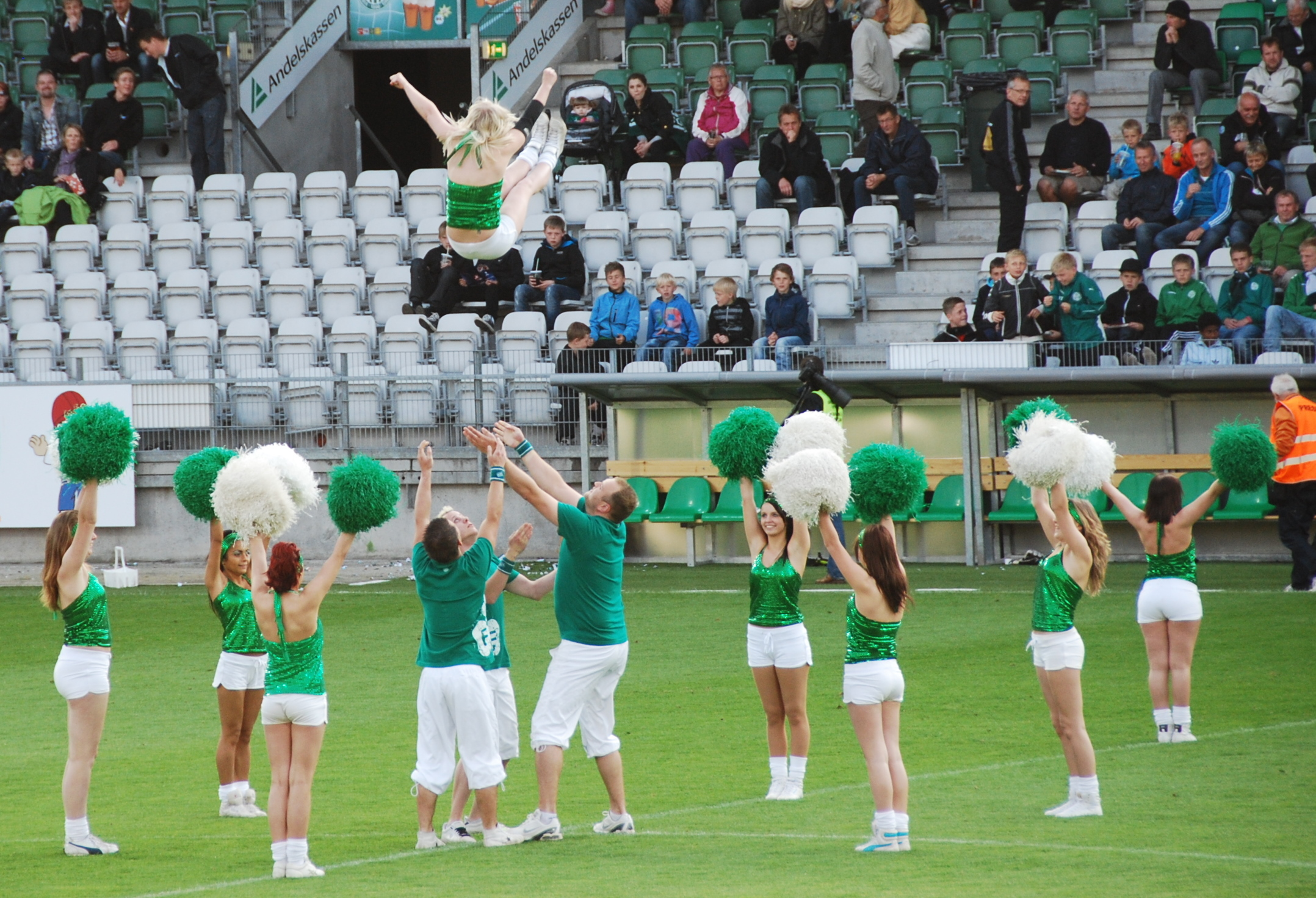
Pike
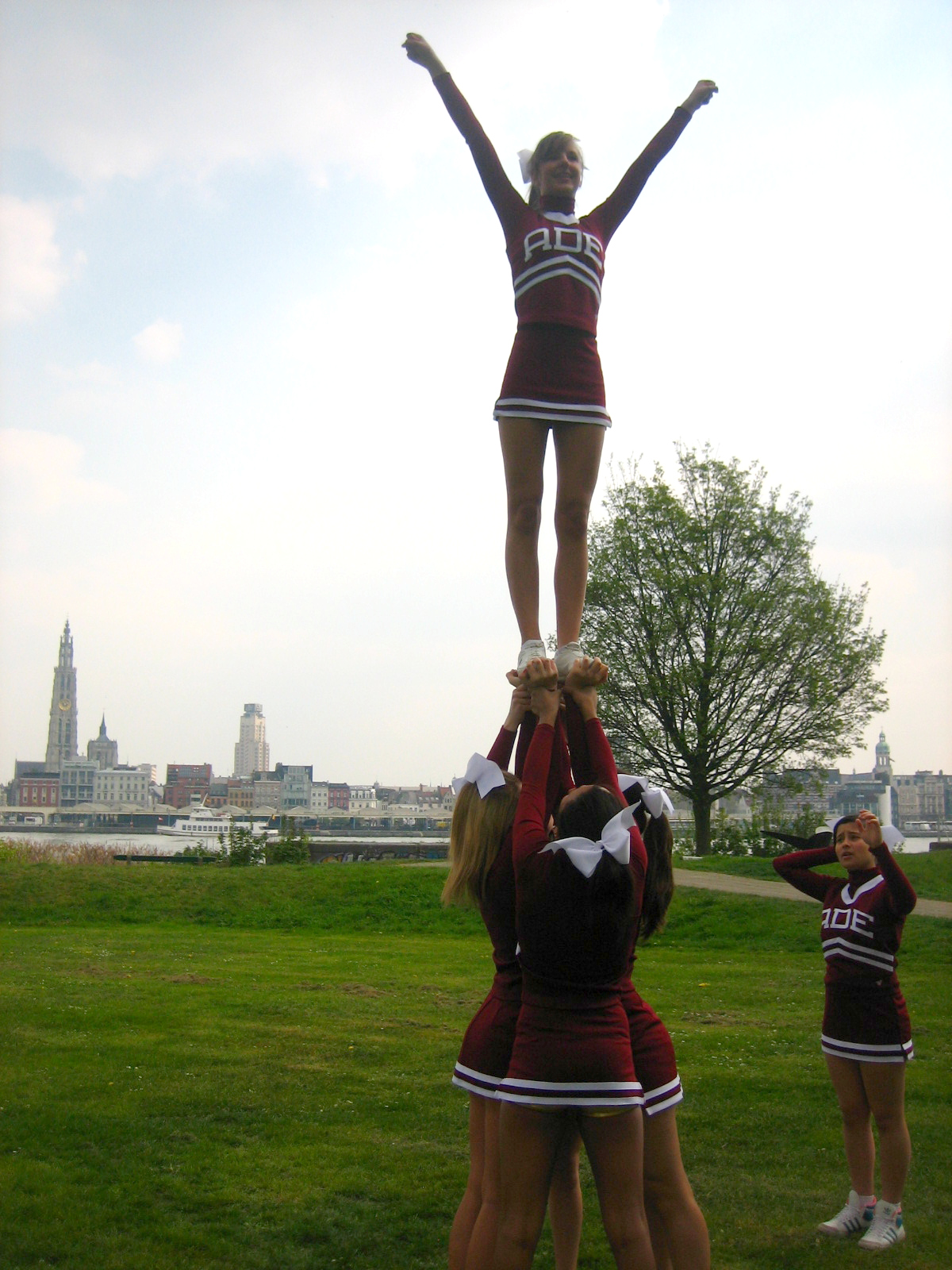
Cupie (extended)
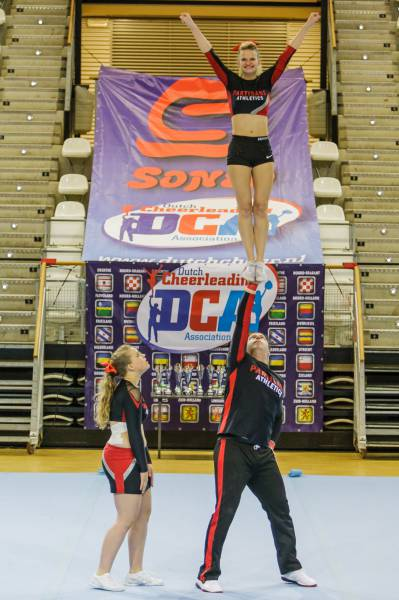
Cupie/Awesome (partnerstunt)

## Yells
Tijdens optredens bij wedstrijden van bijvoorbeeld voetbal, basketbal, American football en volleybal voeren cheerleaders vaak yells op. Een yell is een groepsschreeuw om de supporters in het publiek op te zwepen, de spelers aan te moedigen en de wedstrijdsfeer te verbeteren. Hierbij kunnen eventueel pompoms gebruikt worden om de yell kracht bij te zetten.

## Divisies
In internationaal verband wordt een onderverdeling gemaakt in divisies, waarbij wordt uitgegaan van de gemiddelde leeftijd van het totale team. Bij elke divisie kan een team zich laten indelen in het niveau novice (beginners), intermediate (midden) of advanced (gevorderden).
| Divisie:     | Wie:                     | Leeftijd:         |
| ------------ | ------------------------ | ----------------- |
| Prep         | Mannen of Vrouwen        | 9 jaar en jonger  |
| Peewee       | Mannen of Vrouwen        | 12 jaar en jonger |
| Junior       | Vrouwen                  | 15 jaar en jonger |
| Senior       | Vrouwen                  | 16 jaar en ouder  |
| Junior Co-ed | Gemengd Mannen & Vrouwen | 15 jaar en jonger |
| Senior Co-ed | Gemengd Mannen & Vrouwen | 14 jaar en ouder  |
| Open         | Mannen of Vrouwen        | 17 jaar en ouder  |

Ook zijn er indelingen naar de grootte van het team:
| Divisie: | Aantal cheerleaders: |
| -------- | -------------------- |
| Small    | Minder dan 12        |
| Medium   | 12 t/m 16            |
| Large    | 17 of meer           |